# Blastobasis lativalvella
Blastobasis lativalvella é uma espécie de mariposa do gênero Blastobasis pertencente à família Coleophoridae.